# Rhabdops
Genre
Rhabdops est un genre de serpents de la famille des Colubridae.

## Répartition
Les espèces de ce genre se rencontrent en Inde, en Birmanie et en Chine.

## Liste des espèces
Selon The Reptile Database (9 novembre 2017) :
- Rhabdops aquaticus Giri, Deepak, Captain, A. Das, S. Das, Rajkumar, Rathish & Gower, 2017[3]
- Rhabdops bicolor (Blyth, 1854)
- Rhabdops olivaceus (Beddome, 1863)

## Publication originale
- Boulenger, 1893 : Catalogue of the Snakes in the British Museum (Natural History), vol. 1, p. 1-448 (texte intégral).